# The Last Ones
The Last Ones es el tercer disco en estudio del grupo italiano Sun Eats Hours. Incluye, como contenido multimedia, el videoclip del tema "September 2001" de su anterior disco, Tour All Over. El único sencillo de este disco fue "Endless Desire", aunque tiene temas muy aclamados por sus fanes en los conciertos, como "Now, Again", "Prophet", "2004" o "Letters To Lucilio".
La edición japonesa contiene el bonus track "Faded Away", situada en la pista número 13, entre "Cracked Circle" y "My Prayer". Al final de la pista de "The Day I Die", hay un tema oculto, "The Same Devils" en directo en Lyon (Francia).

## Listado de canciones
1. "Now, Again" – 2:51
2. "Prophet" – 2:37
3. "The Last Ones" – 3:02
4. "The Level" – 3:16
5. "July, 27th" – 2:56
6. "2004" – 2:49
7. "Endless Desire" – 2:47
8. "Dull Minds" – 3:05
9. "Sucker" – 2:23
10. "Letters To Lucilio" – 2:27
11. "Enigma" – 3:14
12. "Cracked Circle" – 2:43
13. "My Prayer" – 2:55
14. "The Day I Die" – 12:27

## Créditos
- Francesco "Lore" Lorenzi - guitarra y cantante
- Matteo "Lemma" Reghelin - bajo y coros
- Riccardo "Trash" Rossi - batería
- Gianluca "Boston" Menegozzo - guitarra y coros

- Datos: Q6144755